# Синдром XYY
XYY синдром — це генетична особливість, при якому чоловіки мають додаткову Y-хромосому. При цьому в них проявляється ряд характерних ознак, що можуть включати високий зріст, акне, і підвищений ризик проблем із навчанням. В іншому такі особи є нормальними, в тому числі мають нормальну фертильність.
Це порушення не є спадковим і виникає в результаті випадкових подій при сперматогенезі. Діагностування передбачає хромосомний аналіз, але при цьому більшість осіб із даним синдромом жодного разу впродовж життя не проходять таку діагностику  Для них характерний каріотип 47,XYY, тобто вони замість 46 хромосом мають 47.
Лікування може передбачати мовну терапію або додаткову допомогу зі шкільними завданнями, але в цілому довготривалих негативних наслідків не спостерігається. Дане порушення трапляється приблизно у 1 із 1 000 новонароджених хлопчиків., і багато людей із ним не знають, що в них воно є. Цей синдром був вперше описаний у 1961 році.

## Ознаки і симптоми

### Фізичні ознаки
Люди з 47,XYY каріотипом мають підвищені темпи росту починаючи з раннього дитинства, і їх остаточний зріст приблизно на 7 см (3") вищий за очікуваний. В Единбурзі, Шотландія, за період з 1967 по 1972 роки було зареєстровано народження восьми 47,XYY-хлопчиків, і відповідно до програми скринінгу новонароджених мали середній зріст 188.1 см (6'2") у 18-річному віці, тоді як середній зріст батька складав 174.1 см (5'8½"), а матері 162.8 см (5'4"). Причиною підвищеного темпу росту організму вважається підвищення кількості гена псевдоаутосомного регіону трьох X/Y-хромосом (PAR1), а саме гена SHOX, що спостерігається у всіх трьох статевих трисоміях: 47,XXX, 47,XXY, та 47,XYY. Тяжкі форми акне були зареєстровані у дуже невеликій кількості публікацій, і наразі дерматологи, що спеціалізуються на акне, ставлять під сумнів його можливий зв’язок із каріотипом 47,XYY.
Пренатальний рівень тестостерону у 47,XYY-хлопчиків знаходиться в межах норми. Більшість таких хлопчиків мають нормальний статевий розвиток і нормальну здатність до запліднення.

### Когнітивні і поведінкові ознаки
На відміну від інших хромосомних анеуплоїдій, пов’язаних із статевими хромосомами (а саме 47,XXX та 47,XXY) середній рівень IQ 47,XYY-хлопчиків не є нижчим, ніж середній для людської популяції. Огляд шести проспективних наукових досліджень на тему інтелекту хлопчиків із 47,XYY каріотипом (загальна кількість обстежуваних = 28) показав, що їх середній рівень мовного IQ = 100.76, виконавчого IQ = 108.79, і загального IQ = 105.00. За результатами огляду двох інших проспективних досліджень 47,XYY-хлопчиків і одного ретроспективного дослідження дорослих 47,XYY-чоловіків вищих за 184 см (6'½") (загальна кількість обстежуваних = 42) їх середній рівень мовного IQ складає 99.5, а виконавчого IQ 106.4.
За одним із проспективних досліджень 47,XYY-хлопчиків, їх значення IQ зазвичай були трохи нижчими, ніж у їхніх братів чи сестер. 15 виявлених програмою скринінгу новонароджених в Единбурзі 47,XYY-хлопчиків мали середній рівень вербального IQ 104.0 та виконавчого IQ 106.7, тоді як їх рідні брати чи сестри – 112.9 та 114.6 балів відповідно.
Приблизно половина із 47,XYY-хлопчиків, виявлених цією програмою скринінгу, мала проблеми із навчанням — більша кількість, ніж їх брати чи сестри, а також більша кількість, ніж контрольна група із осіб зі значеннями IQ вищими за середні. Із цих 47,XYY-хлопчиків 54 % (7 з 13), мали проходити корективний курс навчання читанню, тоді як у контрольній групі 46,XY-хлопчиків із вищим за середній IQ лише 18% (4 із 22) мало проходити цей курс. У Бостоні, США, 55% ідентифікованих скринінговою програмою 47,XYY-хлопчиків (6 з 11) мали проблеми з навчанням і отримували потребували додаткової допомоги, порівняно з 11% хлопчиків із контрольної групи, що мали спадкові транслокації аутосомних хромосом і рівень IQ яких був вищим за середній.
Затримки розвитку та поведінкові порушення також не виключені, однак ці характеристики проявляють високу варіативність серед чоловіків із даним синдромом, не є унікальними для осіб з 47,XYY каріотипом та розподілені так само, як і серед 46,XY-чоловіків. Прояви агресії у 47,XYY-чоловіків не спостерігаються більш часто.
В середині 1960-років з'явилась гіпотеза, згідно з якою чоловіки з додатковою Y-хромосомою (або «суперчоловіки») більше схильні до скоєння злочинів. Після декількох наукових досліджень цю гіпотезу було спростовано.

## Причини

Формування XYY-синдрому. MI та MII – це стадії мейозу, блакитні та рожеві кола – чоловічі та жіночі клітини відповідно, блакитні та рожеві смуги – Y- та X-хромосоми відповідно. Фіолетова клітина має дві Y-хромосоми та одну X-хромосому за рахунок злиття яйцеклітини із сперматозоїдом, що несе дві Y-хромосоми внаслідок порушення поділу на MII стадії мейозу у чоловіка

Синдром 47,XYY не є спадковим, і зазвичай є наслідком випадкової події при формуванні сперматозоїда. Порушення, що призводить до виникнення такого каріотипу, трапляється під час анафази ІІ (другої стадії мейозу) і називається нерозчепленням, в результаті якого один із сперматозоїдів має додаткову копію Y-хромосоми. Якщо один з таких атипових сперматозоїдів зіллється з яйцеклітиною, то дитина матиме додаткову Y-хромосому у кожній з клітин тіла.
У деяких випадках виникнення додаткової Y-хромосоми є результатом нерозчеплення хромосом під час поділу клітин при постзиготичному мітозі на етапі раннього ембріонального розвитку. В цьому разі утворений організм буде 46,XY/47,XYY-мозаїчним.

## Діагностування
47,XYY-синдром зазвичай не діагностують до початку прояву проблем з навчанням. У все більшої кількості дітей його діагностують і до народження завдяки методам амніоцентезу та біопсії ворсин хоріону , які дозволяють отримати каріотип майбутньої дитини, за яким і визначають це відхилення.
За приблизними оцінками, лише 15–20% дітей з 47,XYY-синдромом були коли-небудь діагностовані. Серед них близько 30% були діагностовані пренатально (до народження). Із тих, в кого визначили даний синдром після народження, половина була діагностована у дитинстві або дорослому віці після початку прояву затримки розвитку, решту діагностували після прояву будь-якого іншого із можливих симптомів, включно із порушенням репродуктивної функції, яке все ж трапляється у 5% випадків.

## Епідеміологія
Приблизно 1 з 1000 хлопчиків народжується із 47,XYY каріотипом. Впливу віку батьків на частоту виникнення XYY-синдрому виявлено не було.